# روجر دبليو. فيرغسون جونيور
روجر دبليو. فيرغسون جونيور (بالإنجليزية: Roger W. Ferguson, Jr.)‏ هو محامي أمريكي، ولد في 28 أكتوبر 1951 في واشنطن العاصمة في الولايات المتحدة.

## وصلات خارجية
- روجر دبليو. فيرغسون جونيور على موقع إن إن دي بي (الإنجليزية)